# Adjungált (mátrixinvertálás)
Ez a szócikk a mátrixok inverzének kiszámításánál szereplő adjungált mennyiségről szól, vagyis a „klasszikus adjungáltról”. A komplex lineáris algebra adjungáltfogalma, vagyis a konjugált transzponált az adjungált (komplex algebra) szócikkben található.
A matematikában, közelebbről a lineáris algebrában egy négyzetes mátrix adjungáltjának nevezzük a mátrix előjeles aldeterminánsaiból alkotott mátrix transzponáltját. Az adjungálás tehát a négyzetes mátrixokon értelmezett operáció, mely mátrixhoz mátrixot rendel. Legfontosabb alkalmazása, hogy segítségével tömör formában fejezhető ki egy invertálható mátrix inverze.

## Definíció
Egy A kvadratikus (négyzetes, azaz n×n-es) mátrix adjungáltján a következő eljárással elkészített mátrixot értjük:
1. felírjuk az A mátrix aldeterminánsmátrixát vagy minormátrixát, vagyis azt az Amin mátrixot, melynek i,j-edik eleme annak a mátrixnak a determinánsa, melyet az A i-edik sorának és j-edik oszlopának törlésével keletkezik;
2. az Amin mátrix elemeinek előjelét a „sakktáblaszabály” szerint megváltoztatjuk, azaz az i,j-edik elemnek a (−1)i+j értéket adjuk, ekkor nyerjük az előjeles aldeterminánsmátrixot, azaz a (Amin)± mátrixot;
3. majd ezt a mátrixot transzponáljuk, azaz elemeit a főátlóra tükrözzük: ((Amin)±)T

Így kapjuk az
{\displaystyle \mathrm {adj} (A)\,}-val
jelölt adjungált mátrixot.
Az adjungált mátrix definíciójának értelmét az inverz mátrix kiszámítására vonatkozó tétel bizonyításában találhatjuk.

## Példa
Legyen A a következő négyzetes mátrix:
{\displaystyle A:={\begin{bmatrix}1&-2&0\\2&-1&1\\-1&0&-3\end{bmatrix}}}

### Aldetermináns-mátrix
Készítsük el az aldeterminánsmátrixot, azaz a minormátrixot! Az Amin mátrix elemeit – a {\displaystyle {\mbox{ }}_{\blacksquare }} helyen álló elemet – tehát úgy kapjuk az A elemeiből, hogy az i-edik sort és j-edik oszlopot töröljük (ezek a {\displaystyle {\mbox{ }}_{\Box }} helyek) és a maradék mátrix determinánsát számítjuk ki. Az aldetermináns mátrix elemei a következő determinánsok lesznek:
{\displaystyle A^{min}={\begin{bmatrix}{\begin{vmatrix}\blacksquare &\Box &\Box \\\Box &-1&1\\\Box &0&-3\\\end{vmatrix}}&{\begin{vmatrix}\Box &\blacksquare &\Box \\2&\Box &1\\-1&\Box &-3\\\end{vmatrix}}&{\begin{vmatrix}\Box &\Box &\blacksquare \\2&-1&\Box \\-1&0&\Box \\\end{vmatrix}}\\\\{\begin{vmatrix}\Box &-2&0\\\blacksquare &\Box &\Box \\\Box &0&-3\\\end{vmatrix}}&{\begin{vmatrix}1&\Box &0\\\Box &\blacksquare &\Box \\-1&\Box &-3\\\end{vmatrix}}&{\begin{vmatrix}1&-2&\Box \\\Box &\Box &\blacksquare \\-1&0&\Box \\\end{vmatrix}}\\\\{\begin{vmatrix}\Box &-2&\;\;0\\\Box &-1&\;\;1\\\blacksquare &\Box &\Box \\\end{vmatrix}}&{\begin{vmatrix}\;\;1&\Box &\;\;0\\\;\;2&\Box &\;\;1\\\Box &\blacksquare &\Box \\\end{vmatrix}}&{\begin{vmatrix}1\;\;&-2&\Box \\2\;\;&-1&\Box \\\Box &\Box &\blacksquare \\\end{vmatrix}}\\\end{bmatrix}}}
Tehát a 2×2-es determinánsok kiszámítása után:
{\displaystyle A^{min}={\begin{bmatrix}3&-5&-1\\6&-3&-2\\-2&1&3\end{bmatrix}}}

### Előjeles aldetermináns-mátrix
A „sakktáblaszabály” alapján a következő formális mátrix mutatja, hogy hol kell megváltoztatni az előjelet (–) és hol nem (+)
{\displaystyle {\begin{bmatrix}+&-&+&\dots &\pm \\-&+&-&&\mp \\+&-&+&\dots &\pm \\\vdots &&\vdots &\ddots &\vdots \\\pm &\mp &\pm &\dots &+\end{bmatrix}}}
Tehát
{\displaystyle (A^{min})^{\pm }={\begin{bmatrix}3&5&-1\\-6&-3&2\\-2&-1&3\end{bmatrix}}}

### Transzponált
A transzponálás, a mátrix elemeinek a főátlóra történő tükrözése – az első sorból lesz az első oszlop, a második sorból a második oszlop, … Tetszőleges kvadratikus mátrixnál tehát ez az operáció:
{\displaystyle {\begin{bmatrix}a_{11}&a_{12}&a_{13}&\dots &a_{1n}\\a_{21}&a_{22}&a_{23}&&a_{2n}\\a_{31}&a_{32}&a_{33}&\dots &a_{3n}\\\vdots &&\vdots &\ddots &\vdots \\a_{n1}&a_{n2}&a_{n3}&\dots &a_{nn}\end{bmatrix}}\;\;\longrightarrow \;\;{\begin{bmatrix}a_{11}&a_{21}&a_{31}&\dots &a_{n1}\\a_{12}&a_{22}&a_{32}&&a_{n2}\\a_{13}&a_{23}&a_{33}&\dots &a_{n3}\\\vdots &&\vdots &\ddots &\vdots \\a_{1n}&a_{2n}&a_{3n}&\dots &a_{nn}\end{bmatrix}}}
Így az adjungált:
{\displaystyle \mathrm {adj} A=((A^{min})^{\pm })^{T}={\begin{bmatrix}3&-6&-2\\5&-3&-1\\-1&2&3\end{bmatrix}}}

## Inverz mátrix képlet
Egy invertálható A mátrix esetén az A−1 inverz a következőképpen írható fel:
{\displaystyle A^{-1}={\frac {\mathrm {adj} \,A}{\mathrm {det} \,A}}}
ahol a det A számmal való osztás az A invertálhatósága miatt elvégezhető, hiszen ekkor ez nem nulla.
Bizonyítás. Elég belátni, hogy
A {\displaystyle \cdot } adj(A) = det(A){\displaystyle \cdot }{\displaystyle I},
ahol {\displaystyle I} az egységmátrix. Ha az előjeles aldetermináns-mátrix értékeit ±Mji-vel jelöljük (a minormátrix megfelelő előjellel ellátott transzponáltja), akkor a mátrixszorzat szokásos táblázatos ábrázolásában a következő egyenlőséget kell igazolnunk:
{\displaystyle {\begin{matrix}&{\begin{bmatrix}+M_{11}&-M_{21}&+M_{31}&\dots &\pm M_{n1}\\-M_{12}&+M_{22}&-M_{32}&&\mp M_{n2}\\+M_{13}&-M_{23}&+M_{33}&\dots &\pm M_{n3}\\\vdots &&\vdots &\ddots &\vdots \\\pm M_{1n}&\mp M_{2n}&\pm M_{3n}&\dots &+M_{nn}\end{bmatrix}}\\\\{\begin{bmatrix}a_{11}&a_{12}&a_{13}&\dots &a_{1n}\\a_{21}&a_{22}&a_{23}&&a_{2n}\\a_{31}&a_{32}&a_{33}&\dots &a_{3n}\\\vdots &&\vdots &\ddots &\vdots \\a_{n1}&a_{n2}&a_{n3}&\dots &a_{nn}\end{bmatrix}}&{\begin{bmatrix}\mathrm {det} \,A\;&0&0&\dots &0\\0&\mathrm {det} \,A\;&0&&0\\0&0&\mathrm {det} \,A\;&\dots &0\\\vdots &&\vdots &\ddots &\vdots \\0&0&0&\dots &\mathrm {det} \,A\;\end{bmatrix}}\end{matrix}}}
Az adjungált pont úgy lett megszerkesztve, hogy pontosan illeszkedjék a determinánsok kifejtési tételéhez (illetve a ferde kifejtési tételhez). Ha az A i-edik (ai1,ai2,ai3,…,ain) sorát az adjungált i-edik ((-1)i+1Mi1,(-1)i+2Mi2,(-1)i+3Mi3,…,(-1)i+nMin) oszlopával szorzunk, akkor pont azokat az elemeket kell egymással összeszorozni, amely szorzatoknak az összege a kifejtési tételben a determinánst adja. Ezért a szorzat i,i-edik eleme, azaz tetszőleges főátlóbeli elem maga az A determinánsa lesz. A ferde kifejtési tétel szerint a determinánst úgy fejtve ki, hogy egy sort a nem hozzá tartozó „aldetermináns-oszloppal” szorzunk be, mindig 0-t kapunk, azaz a főátlón kívül csupa 0 lesz. ■

## Adjungált-képlet
A Cayley–Hamilton-tétel következményeként egy mátrix gyöke saját karakterisztikus polinomjának. Ezekben a polinomokban a konstans tag mindig a mátrix determinánsa, így (invertálható esetben) az inverzmátrixszal történő beszorzás után, ebből a konstans tagból a det(A){\displaystyle \cdot }A−1 = adj(A) mátrixot kapjuk. A karakterisztikus egyenlet változójának helyére az A mátrixot helyettesítve és az inverzzel beszorozva tehát kifejezhető az adjungált. Sőt, ez az így nyert formula szinguláris mátrix esetén is fennáll. Ez a formula a 2×2-es esetben:
{\displaystyle \mathrm {adj} \,A=-A+\mathrm {trace} (A)\cdot I},
a 3×3-as esetben pedig
{\displaystyle \mathrm {adj} \,A=-A^{2}+\mathrm {trace} (\mathrm {adj} \,A)\cdot A-\mathrm {trace} (A)\cdot I}.

## Tulajdonságok
{\displaystyle \mathrm {adj} (I)=I\,}
{\displaystyle \mathrm {adj} (AB)=\mathrm {adj} (B)\,\mathrm {adj} (A)\,}
{\displaystyle \mathrm {adj} (A^{T})=\mathrm {adj} (A)^{T}\,}
{\displaystyle \det(\mathrm {adj} (A))=\det(A)^{n-1}\,}